# Hakefjord
Hakefjord – literalmente Fiorde de Hake – é um estreito da Suécia, entre o lado oriental da ilha de Tjörn e a terra firme da província da Bohuslän.                                                                                                                                 
Tem um comprimento de 20 km, e banha as comunas de Kungälv e Stenungsund. Está situado a 30 km a norte da cidade de Gotemburgo.